# Phyllopetalia apollo
Phyllopetalia apollo là loài chuồn chuồn trong họ Austropetaliidae. Loài này được Selys mô tả khoa học đầu tiên năm 1878.